# Katrina and the Waves
Катрина и Вејвс (енгл. Katrina and The Waves), је бивши америчко-британски поп рок бенд познат по међународном хиту “Walking on Sunshine” и победи на Песми Евровизије 1997. године с песмом “Love Shine a Light” уз постављање тадашњег рекорда по броју освојених поена.

## Историја
Претходници састава Катрина и Вејвс су бенд The Waves из Кембриџа у којем су били бубњар Кимберли Ру и бубњар Алекс Купер, као и Mama's Cookin' у којој је певала Катрина Лесканич. Састав је основан 1981. године, а први синглови су избачени наредне године.
Први албум, “Walking on Sunshine”, је издат 1984. у Канади, након чега је бенд доживао успех у тој земљи. Насловна нумера је послала велики хит широм света. Састав је постао изузетно популаран у САД и Уједињеном Краљевству, а уследила је номинација за награду Греми за најбољег новог извођача. Катрина и Вејвс су укупно издали 12 албума.
За представника Уједињеног Краљевства на Песми Евровизије су изабрани 1997. године с песмом “Love Shine a Light”. На такмичењу одржаном у Даблину су донели својој земљи пету (и за сада последњу годину) поставивши рекорд по броју освојених поена (227), по броју земаља које су доделиле максималних 12 поена (10) и по разлици у поенима у односу на другопласираног (70). Ови рекорди су оборени тек када је такмичење значајно проширило број учесника. Победничка песма је, такође, постала хит и нашла се на британским топ листама. Катрина је наредне године била водитељка Песме Евровизије 1998. одржане у Бирмингему, а такође је била и домаћин специјалног издања које је 2005. обележило 50 година од првог издања такмичења. Шоу је отворен, управо извођењем песме “Love Shine a Light”.

## Дискографија

### Албуми
- “” (1983) - као
- “” (1983)
- “” (1984)
- “” (1985)
- “” (1986)
- “” (1989)
- “” (1991)
- “” (1993)
- “” (1994)
- “” (1995)
- “” (1996)
- “” (1997)
- “” (1997)
- “” (2003)

### Синглови
- “” (1984)
- “” (1985)
- “” (1985)
- “” (1986)
- “” (1986)
- “” (1989)
- “” (1989)
- “” (1996)
- “” (1997)